# ペーテル・ガーボル

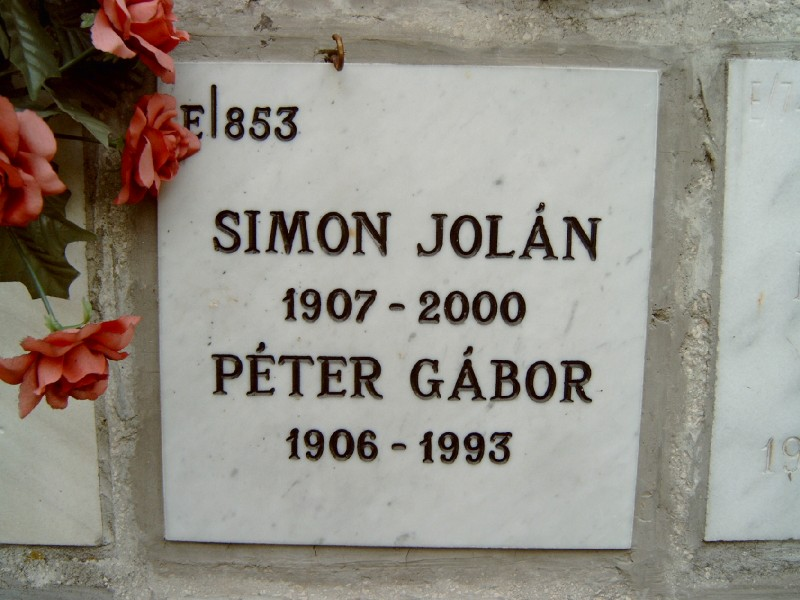
ガーボル・ペーテルの墓標

ペーテル・ガーボル（Péter Gábor [ˈpe̝ːterˈɡɑ̈ːbor], 1906年5月14日 - 1993年1月23日）は、ハンガリーの政治家、軍人。保衛中将。1948年から1953年の間、国家保衛部 (ÁVO) ハンガリー国家保衛庁 (ÁVH) の長官を務め、戦後の粛清の組織者の1人だった。
1931年からハンガリー共産党員。第二次世界大戦中、地下共産党組織の指導者であり、安全保障問題を担当し、平和党の指導部に入った。
1945年から党中央委員会委員。1945年からブダペスト警察本部・政治部長。1946年からハンガリー国家警察・国家保衛部（ÁVO）長。1948年9月から国家保衛庁（ÁVH）長官。1948年に始まり、1953年まで続いた一連の粛清を組織した。
1953年1月、スパイ行為とクーデター準備の嫌疑で逮捕され、1954年3月、終身刑を言い渡される。1957年、事件の再審理が行われ、社会主義法違反の容疑で起訴され、禁固14年を言い渡された。1960年に恩赦。